# Beyruth
Élson Beyruth Iazegi, noto semplicemente come Beyruth (São João da Barra, 20 ottobre 1941 – Santiago del Cile, 15 agosto 2012), è stato un calciatore brasiliano, di ruolo attaccante.

## Carriera

### Club
Ha giocato nella massima serie brasiliana con Flamengo e Corinthians ed in quella cilena con varie squadre, tra cui il Colo Colo, con cui ha messo a segno 110 reti in partite di campionato e vinto due campionati cileni (nel 1970 e nel 1972).

### Nazionale
Ha partecipato ai Giochi Panamericani del 1959.

## Palmarès

### Club

#### Competizioni nazionali
- Campionato cileno: 2

Colo-Colo: 1970, 1972

#### Competizioni regionali
- Campionato carioca: 1

Flamengo: 1963
- Torneo Rio-San Paolo: 1

Flamengo: 1961
- Torneio Início do Rio de Janeiro: 1

Flamengo: 1959